# Formica clara
Formica clara aus der Unterfamilie der Schuppenameisen (Formicinae) gehört zur Gattung der Waldameisen (Formica) und dort zur Untergattung der Sklavenameisen (Serviformica).

## Merkmale
Die Arbeiterinnen werden 6 bis 8 Millimeter groß, die Königinnen 9 bis 11 Millimeter. Die Gaster und der Kopf sind mattschwarz bis dunkelgrau gefärbt, der Thorax ist hellrot und die Beine sind bräunlich. Kleinere Arbeiterinnen besitzen einen geringeren Rotanteil. Die Art kann man leicht mit Formica cunicularia und Formica rufibarbis verwechseln.

## Verbreitung
Formica clara ist von Europa bis Zentralasien verbreitet. Die Art ist in großen Teilen Deutschlands planar bis collin verbreitet, jedoch seltener als die anderen Serviformica-Arten. Verbreitungsschwerpunkte liegen in Deutschland im Nordosten (Brandenburg, Sachsen-Anhalt) und entlang des Maines von Rheinhessen bis in die Fränkische Schweiz. In Schleswig-Holstein und Südbayern fehlt die Art.

## Lebensraum
Formica clara ist eine sehr trocken- und wärmeliebende Steppenart, daher sind die Vorkommen auf lückenhaften Trockenrasen über Sand oder Kalkstein beschränkt. Auch im Bereich von wenig bewachsenen Straßen- und Wegböschungen ist sie anzutreffen. Wegen der speziellen Ansprüche an den Lebensraum ist sie in Mitteleuropa sehr zerstreut bis selten.

## Biologie
Die Nester werden unterirdisch angelegt. Es sind meist einfache Erdnester ohne Nesthügel. Um die zahlreichen großen Nesteingänge finden sich jedoch kleine Anhäufungen von Sand oder Erde. Das Nest besteht aus mehreren tausend Arbeiterinnen, die Nestgründung erfolgt claustral. Die Königinnen sind monogyn und polygyn. Die Schwärmzeit reicht von Ende Juni bis Ende Juli.
Formica clara ist hauptsächlich zoophag und ernährt sich von anderen Insekten und Spinnentieren.
Formica clara ist eine sehr aggressive Art, deren Arbeiterinnen teilweise größer sind als bei den beiden Schwesterarten Formica rufibarbis und Formica cunicularia. Große Kolonien sind gegen Angriffe sozialparasitischer Ameisen weitgehend gefeit.
Von Oktober bis März hält diese Art eine Winterruhe.

## Systematik
Die 1997 von Seifert als neu beschriebene Formica lusatica wurde nunmehr mit Formica clara synonymisiert. Von manchen Autoren wird Formica clara auch als Formica glauca bezeichnet. Diese Art hat einen geringen Bekanntheitsgrad. Die Unterscheidung von Formica rufibarbis ist für den Laien kaum möglich.

## Gefährdung
Formica clara steht in mehreren Ländern auf der Roten Liste und ist im Bestand gefährdet.